# Aeroport Internacional Henri Coandă
L'aeroport internacional Henri Coandă de Bucarest (en romanès: Aeroportul Internațional Henri Coandă București) (codi IATA: OTP, codi OACI: LROP) és l'aeroport internacional més actiu de Romania, situat a Otopeni, 16,5 km al nord del centre de la ciutat de Bucarest. Actualment és un dels tres aeroports que donen servei a la capital de Romania. Un d'ells és l'aeroport Aurel Vlaicu, que ja no serveix de trànsit regular de passatgers.
L'aeroport rep el nom del pioner de vol romanès Henri Coandă, constructor d'avions Coandă-1910 i descobridor de l'efecte Coandă de dinàmica de fluids. Abans de maig de 2004, el nom oficial era Aeroport internacional de Bucarest Otopeni (en romanès: Aeroportul Internațional București Otopeni). L'aeroport internacional Henri Coandă serveix de seu a TAROM, la companyia aèria nacional del país. També serveix com a base d'operacions per a les companyies aèries de baix cost Animawings, Blue Air, Ryanair i Wizz Air i les companyies aèries charter Air Bucharest i GullivAir. És gestionat per la Companyia Naciona d'Aeroports de Bucarest SA (Compania Națională Aeroporturi București SA). La secció militar de l'aeroport l'utilitza la 90a Flotilla de Transport Aeri de la Força Aèria de Romania.

## Història

### Primers anys

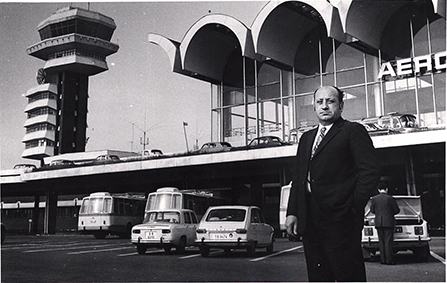
Arquitecte Cezar Lăzărescu

Durant la Segona Guerra Mundial, l'aeroport d'Otopeni va ser utilitzat com a base aèria per la Força Aèria alemanya. Fins a 1965, va ser un camp d'aviació important per a la Força Aèria Romanesa, amb l'aeroport de Băneasa servint com a aeroport comercial de Bucarest. L'any 1965, amb el creixement del trànsit aeri, la base aèria d'Otopeni es va convertir en aeroport comercial. La pista es va modernitzar i es va ampliar fins als 3.500 metres des dels 1.200 metres, el que el converteix en un dels més llargs d'Europa en aquell moment.
L'agost de 1969, quan el president dels Estats Units, Richard Nixon, va visitar Romania, es va inaugurar una sala VIP. El 13 d'abril de 1970 es va inaugurar una nova terminal de passatgers (dissenyada per Cezar Lăzărescu), amb una capacitat d'1.200.000 passatgers per any, per a vols nacionals i internacionals. Un programa de millora va afegir una segona pista el 1986, ampliant la capacitat a 35 moviments d'avió per hora.
El 1992, l'aeroport d'Otopeni es va convertir en membre habitual del Consell Internacional d'Aeroports (ACI).

### Expansió des dels anys 90
La primera etapa del pla (Fase I), que es va dur a terme entre 1994 i 1998, va suposar la construcció d'una nova terminal de sortides i d'una nova sala d'aire amb cinc passos i nou portes (anomenada "el dit"), així com l'ampliació de les rampes de l'aeroport i de les seves vies de rodada associades.
La segona fase (denominada Fase II/IIe) del pla va comportar la construcció d'una terminal dedicada als vols nacionals i d'un aparcament de diverses plantes (2003), la reforma integral de la torre de control (entre 2005 i 2007) com a així com la transformació de l'antic edifici de la terminal en una sala d'arribades dedicada (l'any 2000). Durant la mateixa fase, es van construir dues vies de rodada d'alta velocitat (Victor i Whisky). La fase II es va completar el 2007.
La tercera fase del pla (Fase III), que va començar l'any 2009, va suposar l'ampliació de la sala d'aire ('el Dit') amb 15 noves portes (nou de les quals tenen passarel·les), així com l'ampliació de la sala de sortides. (amb 8 portes noves). L'extensió del vestíbul del costat aeri, dissenyada per Studio Capelli Architettura & Associati, i mesura 17.000 metres quadrats, es va inaugurar el 29 de març de 2011. Va seguir, el novembre de 2012, l'ampliació de la Sala de Sortides fins a una superfície total de 38.600 metres quadrats.
El març de 2012, tot el trànsit aeri, excepte el de negocis, es va transferir des de l'aeroport internacional Aurel Vlaicu (aleshores el centre de baix cost de Bucarest) a l'aeroport internacional Henri Coandă.

## Terminals
Les instal·lacions de l'aeroport consisteixen en una única terminal amb tres instal·lacions principals (anomenades col·loquialment "terminals"): la sala de sortides/terminal, la sala d'arribades/terminal i la terminal de dits (el vestíbul del costat de l'aire). Una passarel·la amb comerços connecta els edificis de sortides i arribades. El vestíbul del costat aeri s'organitza en dos fluxos de passatgers (nacionals i internacionals). Tota la terminal té 104 taulells de facturació, 38 portes (de les quals 14 estan equipades amb jetways), i una superfície total de 86.000 metres quadrats.

## Desenvolupament futur
Més enllà de la Fase III, es preveu un nou edifici terminal (Henri Coandă 2) a l'extrem est de la ubicació actual. Henri Coandă 2 tindrà un disseny modular, format per quatre edificis separats, cadascun capaç d'acollir 5 milions de passatgers anuals. Cada mòdul es construirà segons les demandes de trànsit. El 2030, només la Terminal 2 hauria de poder gestionar el volum previst de 20 milions de passatgers a l'any. La terminal estarà connectada directament amb l'autopista A3 i amb el sistema ferroviari. Tanmateix, els plans poden retardar-se per problemes de finançament. Tanmateix, hi ha la possibilitat que, si es poden assignar els fons a temps, l'aeroport pugui obrir la seva nova terminal el 2025.
El 18 de gener de 2021 s'ha anunciat que l'aeroport va adquirir tots els terrenys necessaris per iniciar l'ampliació. Tanmateix, a causa de la pandèmia de la COVID-19, les obres començaran el 2023.

## Estadístiques

### Passatgers

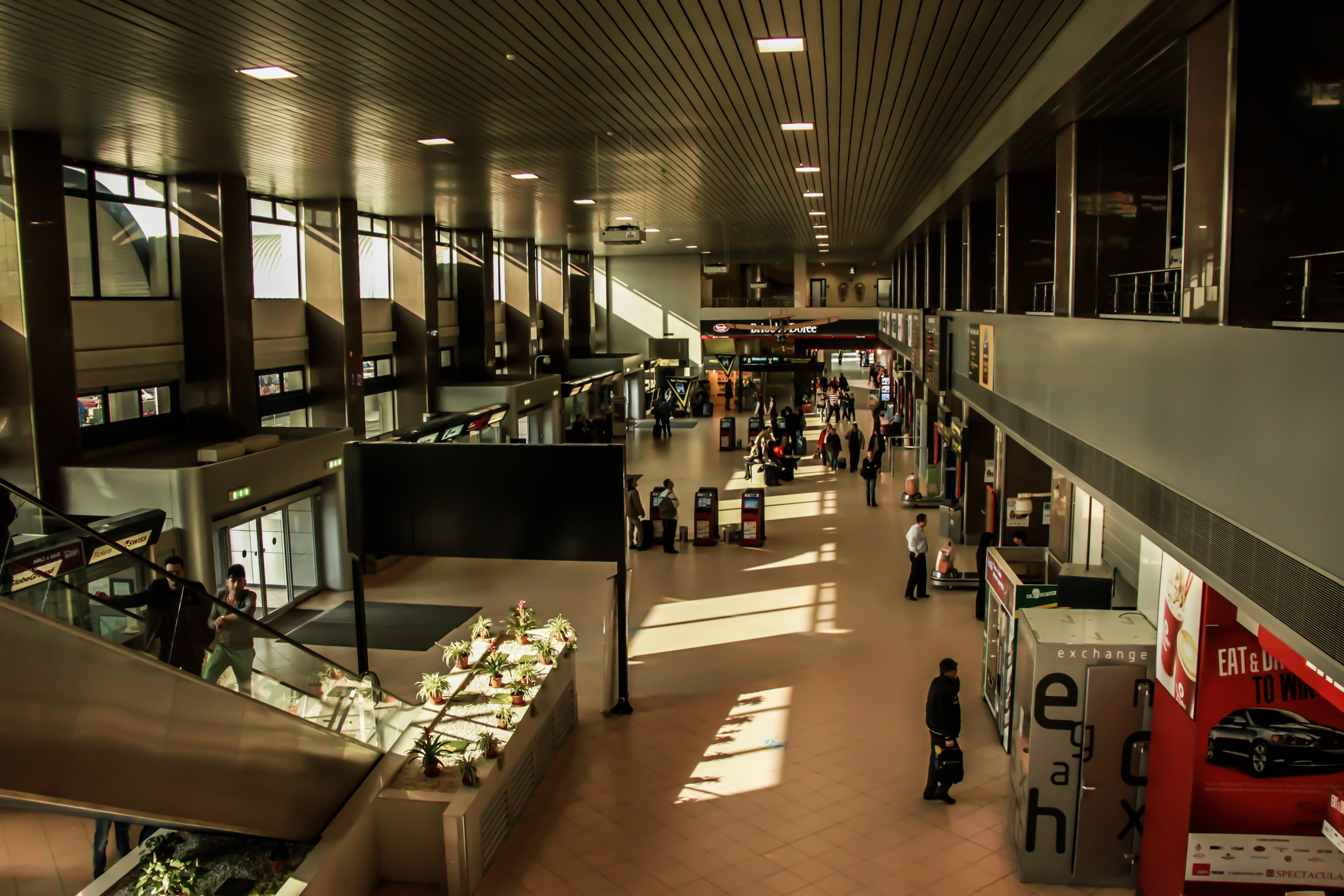
La més antiga de dues sales d'entrada

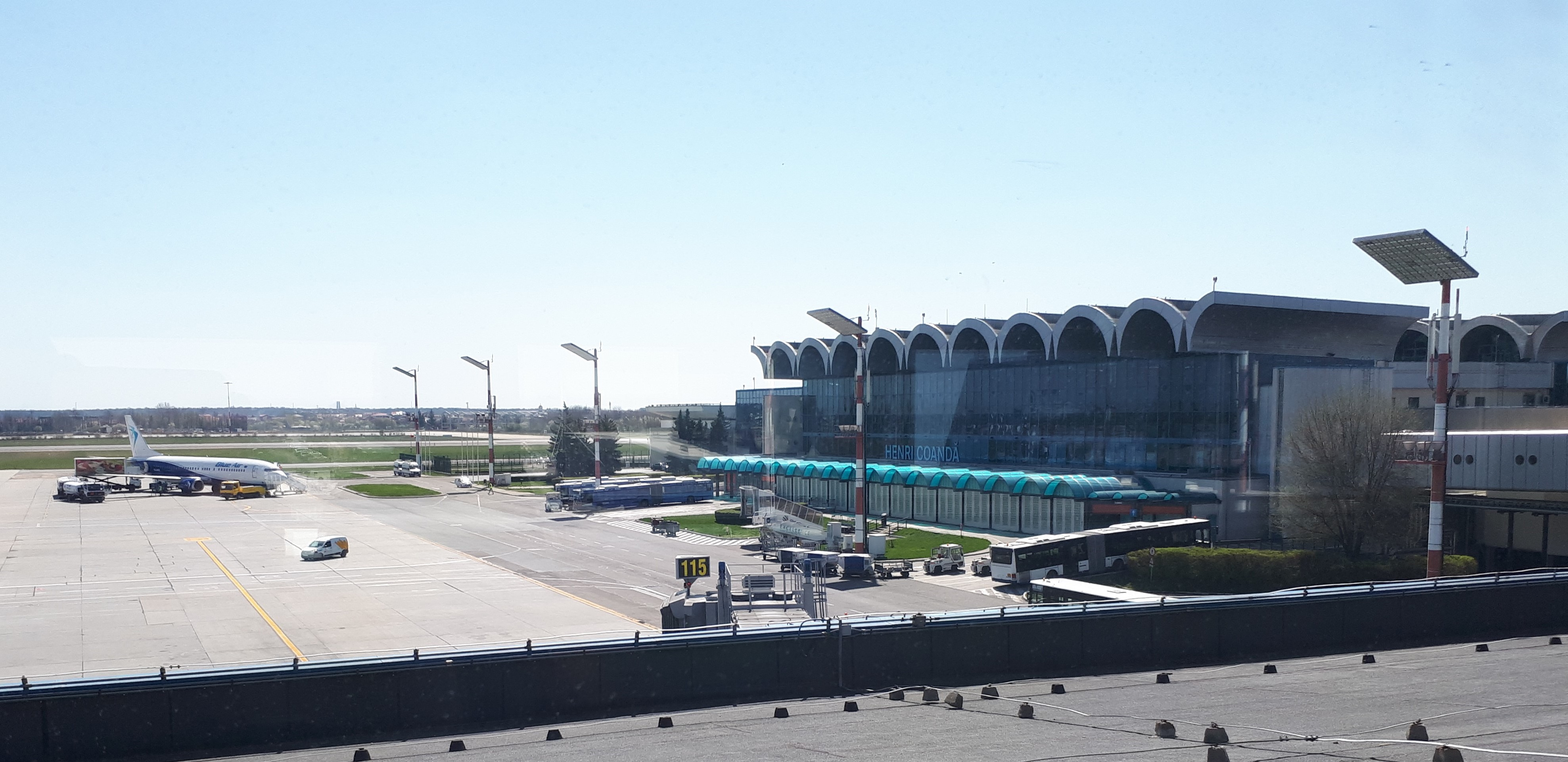
Sala d'arribades

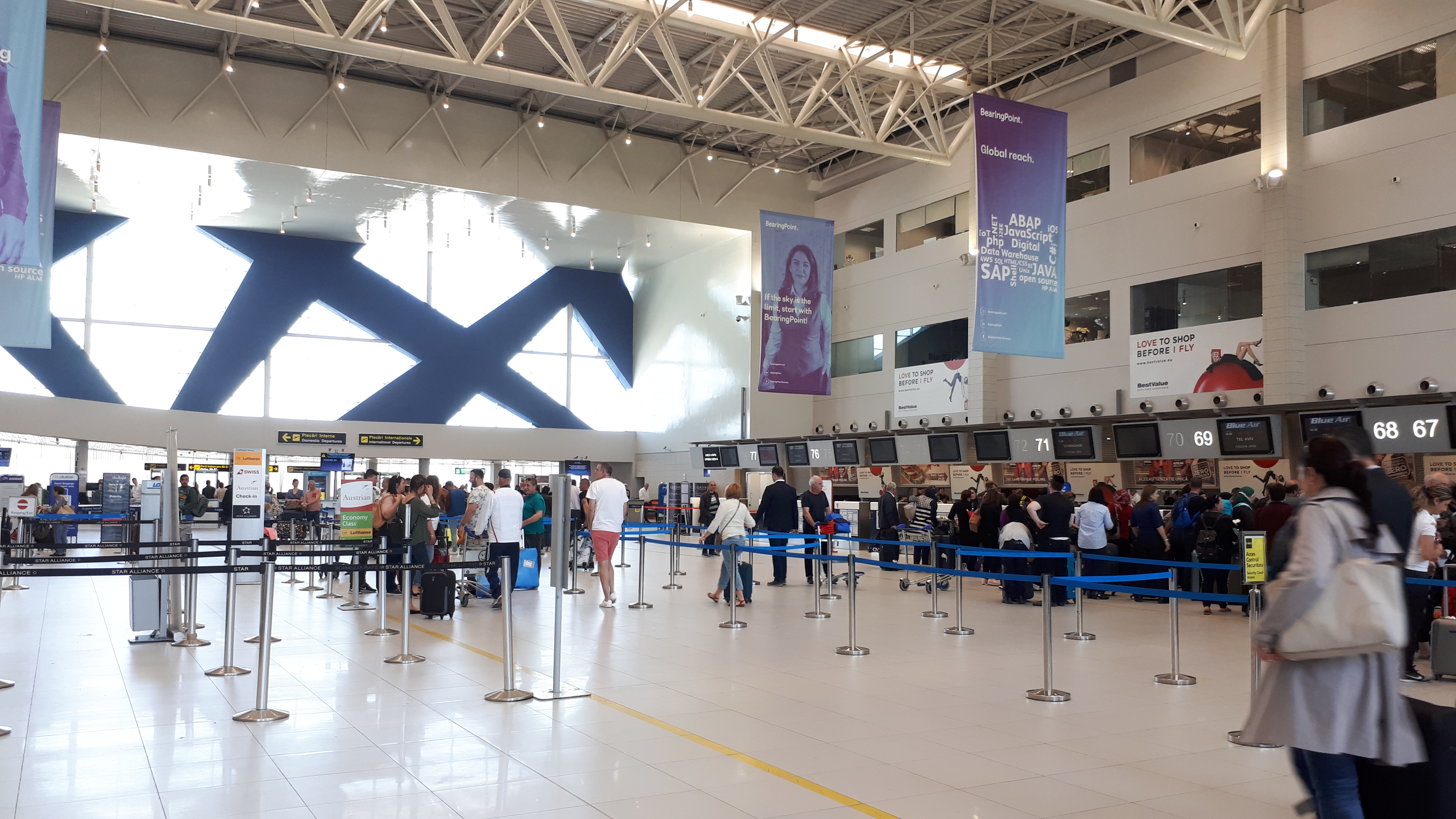
La sala d'entrada més nova

L'any 2018 van passar per l'aeroport 13.824.830 passatgers, un 7,95% més que el 2017. El 2018, l'aeroport va gestionar 13,8 milions de passatgers (63,3% del total de passatgers transportats pels aeroports romanesos) i 39.534 tones de càrrega (81,4% de la quantitat total de càrrega gestionada pels aeroports romanesos).

## Transport terrestre

### Ferrocarril
Un servei d'enllaç ferroviari de l'aeroport amb l'estació de tren principal, Gara de Nord (Bucarest Nord), va des de l'estació de tren de l'aeroport situada a prop de l'aparcament de la sala d'arribades. A partir de l'agost de 2021, els trens, operats alternativament per CFR i TFC, surten cada 40 minuts, set dies a la setmana. Un viatge d'anada dura entre 20 i 25 minuts.
També està prevista una nova línia de metro M6, que connectarà l'aeroport amb l'estació de tren Gara de Nord, i integrarà l'aeroport a la xarxa de metro de Bucarest.

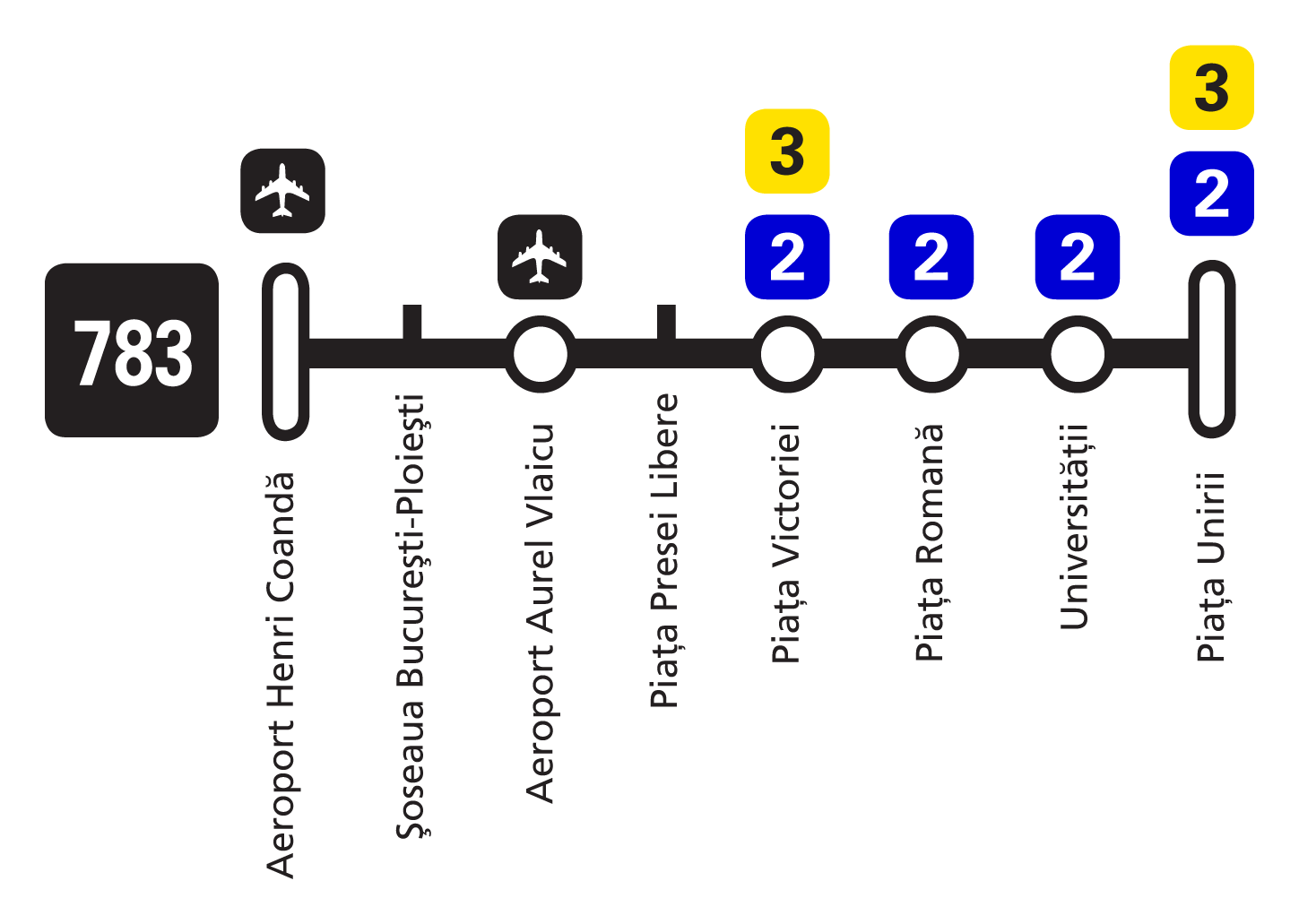
Diagrama de la ruta 783 de la RATB (es mostren les connexions amb les línies del metro de Bucarest)

L'aeroport Henri Coandă està connectat al sistema STB de l'empresa de transport públic. La ruta 783 ofereix servei d'autobús exprés al centre de la ciutat (Piața Unirii). La ruta 783 fins al centre de la ciutat funciona les 24 hores del dia.

### Cotxe
L'aeroport és 16,5 km al nord del centre de Bucarest, amb el qual està connectat per la ruta DN1. L'autopista A3 connectarà la futura terminal 2 i la ciutat.

### Taxi
A partir del maig de 2013, els taxis que donen servei a l'aeroport Henri Coandă es poden demanar mitjançant un sistema de pantalla tàctil a la terminal d'arribades, que permet als taxistes entrar a la zona de recollida. Aquesta mesura s'ha pres després de moltes queixes de passatgers que estaven estafats quan utilitzaven taxis il·legals i de preu elevat. Uber i Bolt també estan disponibles a l'aeroport.

## Incidents i accidents
- El 31 de març de 1995, el vol TAROM 371, un Airbus A310-324 registrat com a YR-LCC, va experimentar simultàniament una empenta asimètrica durant la pujada i un dels pilots va quedar incapacitat. L'avió s'ha estavellat prop de Baloteşti només dos minuts després de l'enlairament. Les 60 persones a bord van morir.[19]
- El 30 de desembre de 2007, un Boeing 737-300 de TAROM (YR-BGC "Constanța"), que volia el vol 3107, va impactar amb un cotxe a la pista mentre enlairava cap a Sharm-el-Sheikh. L'avió es va aturar al costat de la pista i va resultar greument danyat.[20]